# Pflegepersonal
Die Bezeichnungen Pflegepersonal und Pflegekraft beziehungsweise Pflegekräfte, kurz auch Pfleger, werden im allgemeinen Sprachgebrauch auf alle Beschäftigten angewandt, die beruflich pflegerisch tätig sind, unabhängig von deren Qualifikation und Einsatzort. Damit sind unter anderen die Berufsangehörigen der Altenpflege, Gesundheits- und Krankenpflege, Kinderkrankenpflege, Intensiv-Fachpflege und Pflegeassistenz sowie die Auszubildenden in den jeweiligen Berufsfeldern gemeint, daneben aber ebenso Hilfs- und Betreuungskräfte ohne fachspezifische Ausbildung.
Nach der Pflegestatistik des Statistischen Bundesamtes umfasst die Bezeichnung alle Beschäftigten in Pflegeheimen und ambulanten Pflegediensten, die „in einem Arbeitsverhältnis zum Pflegedienst stehen und teilweise oder ausschließlich Leistungen nach SGB XI erbringen.“
Nach der Krankenhausstatistik des Statistischen Bundesamtes umfasst der Pflegedienst die „Pflegedienstleitung sowie Pflege- und Pflegehilfspersonal. Dazu gehören auch Pflegekräfte in Intensivpflege und -behandlungseinrichtungen sowie Dialysestationen; ferner Schüler und Stationssekretärinnen, soweit diese auf die Besetzung der Stationen mit Pflegepersonal angerechnet werden.“